# Pradejón
Pradejón est une commune de la communauté autonome de La Rioja, en Espagne.

## Démographie
| 1900  | 1910  | 1920  | 1930  | 1940  | 1950  | 1960  | 1970  | 1981  |
| ----- | ----- | ----- | ----- | ----- | ----- | ----- | ----- | ----- |
| 1 847 | 1 979 | 2 321 | 2 330 | 2 436 | 2 522 | 2 529 | 2 754 | 2 756 |

| 1991  | 2001  | 2011  | - | - | - | - | - | - |
| ----- | ----- | ----- | - | - | - | - | - | - |
| 2 855 | 3 359 | 4 009 | - | - | - | - | - | - |

## Administration

### Conseil municipal
La ville de Pradejón comptait 3 908 habitants aux élections municipales du 26 mai 2019. Son conseil municipal (en espagnol : Pleno del Ayuntamiento) se compose donc de 11 élus.
| Parti | Parti                                    | Voix  | %       | Élus   |
| ----- | ---------------------------------------- | ----- | ------- | ------ |
|       | Parti populaire (PP)                     | 1 103 | 62,11 % | 7 / 11 |
|       | Parti socialiste ouvrier espagnol (PSOE) | 650   | 36,60 % | 4 / 11 |

### Liste des maires
| Mandat    | Maire | Maire             | Parti    |
| --------- | ----- | ----------------- | -------- |
| 1979-1983 |       | ?                 | CI Rioja |
| 1983-1987 |       | ?                 | PSOE     |
| 1987-1991 |       | ?                 | PSOE     |
| 1991-1995 |       | ?                 | PSOE     |
| 1995-1999 |       | ?                 | PSOE     |
| 1999-2003 |       | ?                 | PP       |
| 2003-2007 |       | ?                 | PSOE     |
| 2007-2011 |       | ?                 | PP       |
| 2011-2015 |       | Óscar León García | PP       |
| 2015-2019 |       | Óscar León García | PP       |
| 2019-2023 |       | Óscar León García | PP       |